# Diamond LMS-9/19
Diamond LMS-9/19 – niezrealizowany projekt austriacko-rosyjskiego, wielozadaniowego samolotu pasażerskiego zaprojektowanego przez firmę Diamond Aircraft Industries.

## Historia
LMS-9 wraz z większą wersją LMS-19 miał być samolotem przeznaczonym do obsługi połączeń lokalnych na odległych i słabo zurbanizowanych terenach. Prace projektowe prowadziła austriacka firma Diamond Aircraft Industries wraz z rosyjską Rostech, odpowiednie porozumienie o współpracy zostało podpisane w trakcie trwania Międzynarodowego Salonu Lotniczego w Paryżu w czerwcu 2013 roku. LMS-9 miał potencjalnie zastąpić szeroko stosowane maszyny typu An-2. Obydwie maszyny miały się charakteryzować zdolnością do działania w trudnych warunkach terenowych i klimatycznych Syberii i Arktyki. Niskociśnieniowe opony miały umożliwiać start i lądowanie z gruntowych pasów startowych, a w przypadku prowadzenia tych operacji na śniegu, przewidziano możliwość instalacja płóz. Potencjalnie przewidywano również możliwość instalacji pływaków, w celu umożliwienia startów i lądowań z powierzchni zbiorników wodnych. Obydwa samoloty miały być jednak przede wszystkim tanie w produkcji i eksploatacji, niezawodne i proste w obsłudze. Podczas odbywającego się w Żukowskij salonu lotniczego MAKS zaprezentowano modele samolotuów. Skrót LMS oznaczał Liogkij Mnogofunkcjonalnyj Samoliot - lekki samolot wielozadaniowy. W konstrukcji maszyn miano w dużym stopniu wykorzystać materiały kompozytowe. Zaprojektowano je w układzie górnopłatu, napędzane dwoma silnikami o zapłonie samoczynnym, z usterzeniem w kształcie litery T. Wstępne plany zakładały zbudowanie prototypu w 2015 roku, uruchomienie produkcji seryjnej w Austrii w 2016 roku, a następnie w należących do Rostec zakładach UZGA w Jekaterynburgu. Brak informacji o stanie projektu i prowadzonych pracach.